# Mercedes (Buenos Aires)
Mercedes is de hoofdplaats van het Argentijnse bestuurlijke gebied Mercedes in de provincie Buenos Aires.

## Geboren
- Héctor José Cámpora (1909-1980), president
- Jorge Videla (1925-2013), luitenant-generaal, hoofd militaire junta

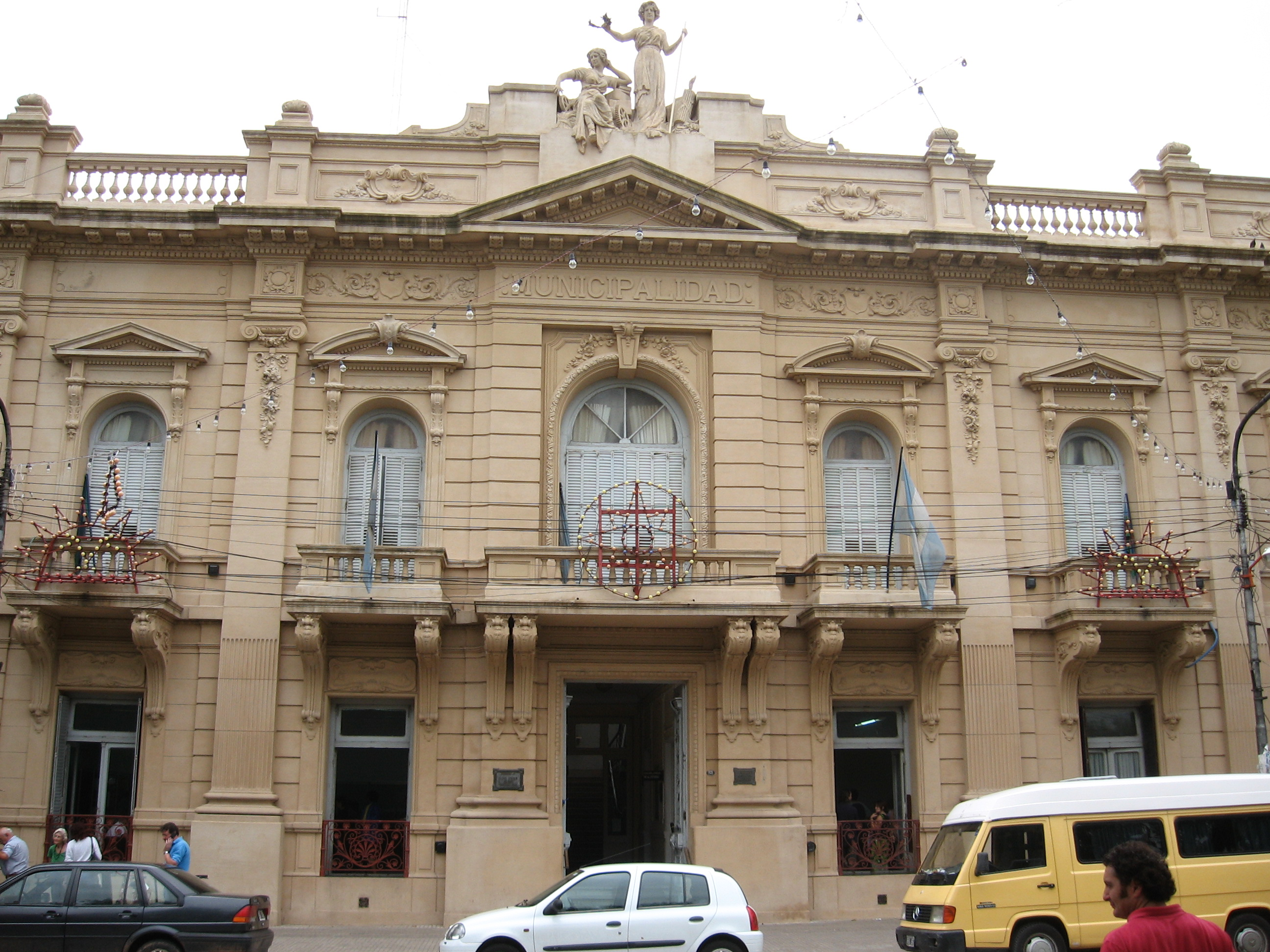
Gemeentehuis van Mercedes

- Fernando Moner (1967), voetballer
- Lucas Biglia (1986), voetballer